# Mineração Rio do Norte
Mineração Rio do Norte (também conhecida pela sua sigla MRN) é uma empresa brasileira de mineração sediada em Oriximiná, no Pará. Fundada em 1979, é uma das maiores produtores de bauxita do mundo. Os acionistas são: a Glencore (com 45% do capital), a South32 (com 33% do capital) e a Rio Tinto (com 22% do capital).

## História
A descoberta da primeira reserva comercial de bauxita de Trombetas foi feita em 1967 pelo geólogo Igor Mousasticoshvily, nos platôs do Saracá, sob direção da canadense Alcan.
No mesmo ano, foi criada a Mineração Rio do Norte, uma sociedade entre a Vale do Rio Doce e a Alcan.
Em 1973, a CBA define sua participação de 10% no capital da empresa.
Em 1978, foi editado Decreto de outorga de concessão n.º 81.889, de 5/7/78, à Empresa Mineração Rio do Norte S.A., com o direito de construção, uso e gozo de uma estrada de ferro, ligando as minas de bauxita de Serra do Saracá, município de Oriximiná (PA), ao distrito de Porto Trombetas (PA), a ferrovia Trombetas.
A partir de 1984, a MRN começou a fornecer bauxita para a Alumar, subsidiária da Alcoa, em São Luís (MA).
Em 1992, a Alcoa se torna acionista da MRN.
No mesmo ano, por US$ 17 milhões, MRN adquire as jazidas de bauxita Cruz Alta, de propriedade da Alcoa e Billiton Metais, com 200 milhões de toneladas de bauxita.
Em 1995, foi inaugurada a Alunorte, que também recebe bauxita de Trombetas.
Em 2022, a Alcoa vendeu sua participação na MRN para a South32.
Em 2023, a Vale vendeu os 40% da participação que detinha na Mineração Rio do Norte (MRN) para a Ananke Alumina, uma empresa afiliada à Norsk Hydro ASA (Hydro). A Hydro alienou sua participação de 5% na MRN para a Glencore. Também no mesmo ano a CBA vendeu sua fatia para a Rio Tinto.